# روب والتون
روب والتون هو لاعب هوكي الجليد كندي، ولد في 29 مارس 1949 في تورونتو في كندا.

## وصلات خارجية
- روب والتون على موقع EliteProspects.com (الإنجليزية)
- روب والتون على موقع HockeyDB.com (الإنجليزية)
- روب والتون على موقع Hockey-Reference.com (الإنجليزية)